# 尼克·杜德曼
尼克·杜德曼（荷蘭語：Nick Doodeman，1996年10月22日—），是一名荷蘭足球員，司職翼鋒。现效力于荷甲俱樂部甘堡爾。

## 俱樂部生涯

### 福倫丹
2017年9月3日，杜德曼在球隊對上SC甘堡爾的比賽中為福倫丹在荷兰足球乙级联赛首次亮相。

### 甘堡爾
2021年1月27日，杜德曼宣布他將在下個賽季從福倫丹轉會至SC甘堡爾。他已經與SC甘堡爾簽了兩年合約。
2021年2月1日，福倫丹宣布杜德曼將在2020-2021賽季立即轉會至SC甘堡爾。

## 榮譽

### 個人
- 福倫丹年度最佳球員：2018–19賽季[3]

## 外部連結
- Soccerway資料庫：尼克·杜德曼